# Chris Massoglia
Chris Massoglia, korábbi művészmevein Chris Kelly / Chris J. Kelly, (Minneapolis, Minnesota, 1992. március 29. –) amerikai színész. Jelenleg is szülővárosában él családjával, 2 öccse és egy húga van. 11 évesen kezdett el a színészettel foglalkozni. Drámatagozatos osztályba járt, majd New York-i filmekben kezdett el feltűnni. Idejének nagy részét az iskolában és a barátaival tölti, szeret baseballozni és kosárlabdázni.

## Szerepei

### Film
- A Plumm Summer (2007) - Elliott Plumm

### Tv
- Boys Life (2006)
- Wanted (2005)
- Rejtélyes vírusok nyomában (Medical Investigation) (2005), 2 epizód
- Esküdt ellenségek: Bűnös szándék (2003), 1 epizód